# Levantamiento de Horacio Ducharne
El Levantamiento de Horacio Ducharne fue un levantamiento militar iniciado por Ducharne en agosto de 1914 en Venezuela en contra la dictadura de Juan Vicente Gómez. A pesar de que Ducharne mantuvo actividades guerrilleras durante casi un año, al final fue derrotado, capturado y ejecutado por las fuerzas gomecistas.

## Antecedentes
El 17 de mayo de 1913, el general Román Delgado Chalbaud, cabecilla de una conspiración para derrocar a Juan Vicente Gómez, es detenido y recluido en la cárcel de La Rotunda, donde permanecería por catorce años.
El 29 de julio, Juan Vicente Gómez envía un comunicado a los presidentes estatales, advirtiéndoles que un levantamiento armado en su contra estaría a punto de iniciar, alegando que estaría acompañado por una invasión del expresidente Cipriano Castro por Coro, estado Falcón. Al día siguiente, Gómez suspendió las garantías constitucionales para enfrentar un movimiento armado que presuntamente pretendía derrocarlo. El 1 de agosto viajó a Maracay para iniciar su campaña contra los insurgentes desde la ciudad, dejando como presidente encargado a José Gil Fortoul.
El 21 de agosto el general León Jurado, presidente del estado Falcón, anunció los tropas gomecistas habían derrotado a las fuerzas rebeldes y posteriormente comunicó la lista de los nombres de las personas que habían sido encarceladas. El periodista Rafael Arévalo González y sus colaboradores fueron detenidos, el Consejo de Gobierno fue disuelto y Juan Vicente Gómez estableció un régimen político represivo que caracterizaría su gobierno hasta su muerte en 1935.

## Levantamiento
Horacio Ducharne, caudillo con gran prestigio en el estado Monagas y zonas aledañas y opuesto a la dictadura de Juan Vicente Gómez, desembarcó en agosto de 1914 en las costas del estado Sucre con 16 hombres con el objetivo de iniciar un levantamiento en el Oriente contra Gómez. Tomó el puerto de Yaguaraparo y continuó hacia la sabana de Pararí, cerca de Maturín. Gómez envió al general Manuel Felipe Rugeles para perseguirlo como respuesta. Ducharne consiguió mantener actividades guerrilleras durante casi un año, pero en 1915 fue derrotado, herido y capturado por las tropas de Rugeles. Fue ejecutado el 20 de agosto de 1915 en Maturín.
El mismo año, el Concejo Municipal del Distrito Federal decretó la Ordenanza sobre Porte y Venta de Armas en el Distrito. Oficialmente, la justificación consistió en un intento por disminuir el crimen. No obstante, la ordenanza fue usada por el régimen para desarmar a la población y controlar potenciales levantamientos.